# فرانتیر
فرانتیر (انگلیسی: Frontier) شرکت بازی ویدئویی بریتانیایی است، که در سال ۱۹۹۴ توسط دیوید برابن تأسیس شد.